# Virpi Sarasvuo
Virpi Katriina Sarasvuo, född Kuitunen 20 maj 1976 i Kangasniemi, är en finländsk före detta längdskidåkare.

## Karriär
Sarasvuo har bland annat tagit brons i lagsprint vid OS i Turin tillsammans med Aino-Kaisa Saarinen, samt guld i 5 km + 5 km jaktstart vid VM i Lahtis 2001 och silver på 30 km vid VM i Oberstdorf 2005. Hon var också med i det finländska stafettlaget som körde in på silverplats vid VM i Lahtis, men diskvalificerades senare tillsammans med resten av laget då hennes dopingprov var positivt, i vad som blev känt som  Dopningsskandalen i Lahtis 2001. Efter detta stängdes hon av från allt tävlande i två år. 
Sarasvuo vann den första upplagan av Tour de Ski årsskiftet 2006/2007. Hon vann två av delsträckorna och kom först till mål i den avslutande jakstarten. Säsongen 2006/2007 vann hon även såväl den totala längdskidåkningsvärldscupen för damer som damernas sprintvärldscup. Under Tour de Ski 2007/2008 var hon länge i ledning men på sista etappen blev hon omåkt av Charlotte Kalla och slutade som tvåa. Hon stod senare, för andra året i följd, som slutsegrare i världscupen.
Sarasvuo lyckades även vinna touren säsongen 2008/2009, före landslagskollegan Aino-Kaisa Saarinen som var förhandsfavorit.
Hon lade av med skidåkningen under vintern 2010.
Sarasvuos klassiska åkning beskrevs ofta som tekniskt fulländad av många experter, till exempel Anders Blomquist, som är expertkommentator i SVT.
Nu arbetar hon som expertkommentator på YLE och MTV3 för längdskidåkningen.

## Privatliv
Sarasvuo förlovade sig med den finländske företagsledaren Jari Sarasvuo julen 2009 och de gifte sig på Vanö gård i Tavastehus den 16 juli 2010.

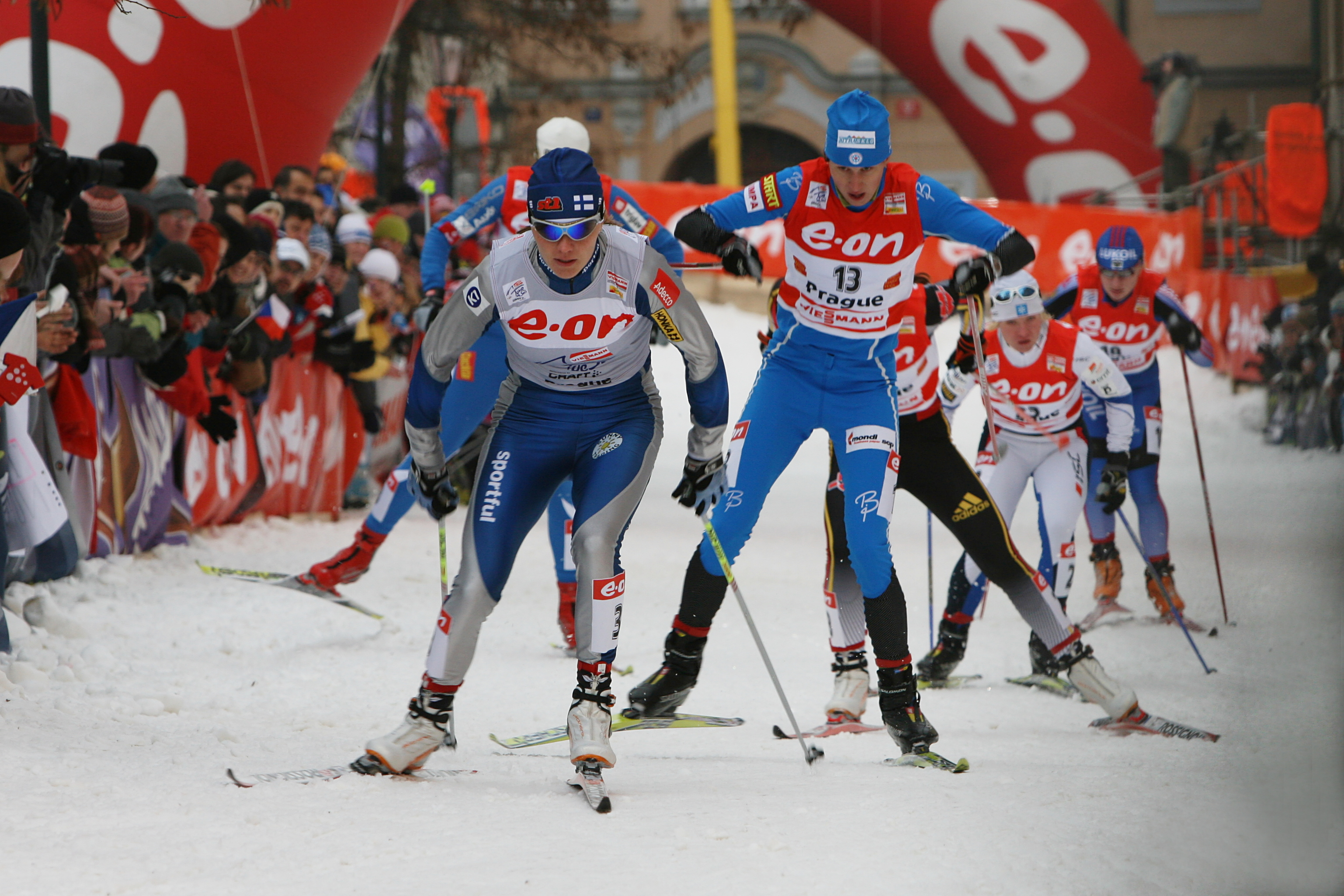
Virpi Sarasvuo, Tour de Ski, Prag 2007